# Parachironomus tobaquartus
Parachironomus tobaquartus är en tvåvingeart som beskrevs av Akio Kikuchi och Sasa 1990. Parachironomus tobaquartus ingår i släktet Parachironomus och familjen fjädermyggor. Inga underarter finns listade i Catalogue of Life.